# Korean Air Jumbos Volleyball Club
Il Korean Air Jumbos Volleyball Club (in coreano 대한항공 점보스 배구단) è una società pallavolistica maschile sudcoreana, con sede a Incheon: milita nel campionato sudcoreano di V-League e appartiene all'azienda Korean Air.

## Palmarès
- Campionato sudcoreano: 5

2017-18, 2020-21, 2021-22, 2022-23, 2023-24
- Coppa KOVO: 5

2007, 2011, 2014, 2019, 2022

## Rosa 2023-2024
| N° | Nome             | Ruolo | Data di nascita  | Nazionalità sportiva |
| -- | ---------------- | ----- | ---------------- | -------------------- |
| 1  | Kim Kyu-min      | C     | 28 dicembre 1990 | Corea del Sud        |
| 2  | Han Sun-soo      | P     | 16 dicembre 1985 | Corea del Sud        |
| 3  | Jeong Jin-hyek   | P     | 21 luglio 2000   | Corea del Sud        |
| 4  | Song Min-geun    | L     | 6 gennaio 2000   | Corea del Sud        |
| 5  | You Kwang-woo    | P     | 22 aprile 1985   | Corea del Sud        |
| 6  | Lee Soo-hwang    | C     | 13 agosto 1990   | Corea del Sud        |
| 7  | Lee Jun          | S     | 30 luglio 1999   | Corea del Sud        |
| 8  | Jin Ji-wee       | C     | 18 aprile 1993   | Corea del Sud        |
| 9  | Kwak Seung-suk   | S     | 23 marzo 1988    | Corea del Sud        |
| 10 | Jung Ji-seok     | S     | 10 marzo 1995    | Corea del Sud        |
| 11 | Murad Khan       | O     | 2 marzo 2000     | Pakistan             |
| 12 | Jo Jae-young     | C     | 21 agosto 1991   | Corea del Sud        |
| 14 | Oh Eun-ryeol     | L     | 20 agosto 1997   | Corea del Sud        |
| 15 | Marck Espejo     | S     | 1º marzo 1997    | Filippine            |
| 16 | Jeong Han-yong   | S     | 31 luglio 2001   | Corea del Sud        |
| 17 | Im Dong-hyeok    | O     | 9 marzo 1999     | Corea del Sud        |
| 18 | Lincoln Williams | O     | 6 ottobre 1993   | Australia            |
| 19 | Jin Seong-tae    | C     | 3 febbraio 1993  | Corea del Sud        |
| 20 | Jung Sung-min    | L     | 29 aprile 1988   | Corea del Sud        |
| 21 | Kang Seung-il    | L     | 31 marzo 2005    | Corea del Sud        |
| 22 | Kim Jun-ho       | O     | 4 ottobre 2002   | Corea del Sud        |
| 23 | Kim Min-jae      | C     | 4 aprile 2003    | Corea del Sud        |
| 40 | Kim Hyeong-jin   | P     | 10 marzo 1995    | Corea del Sud        |

## Denominazioni precedenti
- 1969-2004: Korean Air Volleyball Club (대한항공 배구단)